# 簡
簡（かん）は、漢姓の一つ。

## 中国
2020年の中華人民共和国の統計では人数順の上位100姓に入っていないが、台湾の2018年の統計では32番目に多い姓で、159,765人がいる。

### 著名な人物
- 簡雍 - 後漢末の政治家。

## 朝鮮
簡（カン）は、朝鮮人の姓の一つである。

### 著名な人物
- 簡有 - 高麗忠烈王の時の中郎将。
- カン・ミヨン - 韓国の歌手。
- カン・ジョンウク（朝鮮語版） - 韓国の歌手。
- カン・ジョンウ（朝鮮語版） - 韓国の歌手。

### 氏族
加平簡氏が大宗である。晋の簡伯の後裔と伝わる。加平簡氏の始祖簡有の子孫である簡弘と簡世禎からそれぞれ派祖にする分派が生まれた。
| 氏族（本貫） | 始祖 | 人数（2015年） |
| ------------ | ---- | -------------- |
| 加平簡氏     | 簡有 | 2,397          |
| 慶州簡氏     |      | 17             |
| 南平簡氏     |      | 8              |
| 岷平簡氏     |      | 8              |
| 新渓簡氏     |      | 6              |
| 安東簡氏     |      | 7              |
| 平康簡氏     |      | 5              |
| 平昌簡氏     |      | 10             |
| 海州簡氏     |      | 21             |

### 人口と割合
| 年度   | 人口    | 世帯数  | 順位         | 割合 |
| ------ | ------- | ------- | ------------ | ---- |
| 1960年 | 1,179人 |         | 258姓中138位 |      |
| 1985年 |         | 489世帯 | 274姓中143位 |      |
| 2000年 | 2,429人 |         |              |      |
| 2015年 | 2,520人 |         |              |      |